# Trokut
Trokut je geometrijski lik koji ima 3 stranice, 3 kuta i 3 vrha. Oznaka za trokut s vrhovima u točkama A, B i C je {\displaystyle \triangle }ABC.

## Vrste
Trokuti se prema vrsti kutova dijele na pravokutne, šiljastokutne i tupokutne:
- Pravokutan trokut ima jedan pravi kut

- Šiljastokutan trokut ima sve kutove šiljaste

- Tupokutan trokut ima jedan tupi kut.

- Jednakostranični trokut je onaj kome su sve stranice istih dužina

- Jednakokračni trokut je onaj kome su dvije stranice istih duǉina, i te stranice se nazivaju krakovi, dok je treća stranica (osnovica) različite duǉine od duǉine krakova
- Raznostraničan trokut je onaj trokut kome su sve stranice različitih duljina.

- Jednakostraničan trokut
- Jednakokračan, šiljastokutan trokut
- Raznostraničan, tupokutan trokut

## Svojstva
Vrhovi trokuta su točke A, B i C. Njima nasuprotne stranice su dužine BC, CA i AB duljina a, b i c. Te stranice u vrhovima A, B i C zatvaraju kutove α, β i γ. Visina trokuta iz danog vrha je dužina okomita na pravac na kojem leži nasuprotna stranica čiji je drugi kraj na tom pravcu; u tupokutnom trokutu sve visine ne završavaju na stranici trokuta nego na njenom produljenju. Težišnica trokuta je dužina koja spaja vrh i polovište nasuprotne stranice. Srednjica trokuta je dužina koja spaja polovišta dviju njegovih stranica.

### Kutovi
Svojstvo kutova trokuta je da se nasuprot većoj stranici nalazi veći kut, a nasuprot manjoj stranici se nalazi manji kut. Zahvaljujući tom svojstvu
možemo zaključiti puno o trokutima: kod jednakostraničnog trokuta imamo i sve jednake kutove 60°, kod jednakokračnog trokuta imamo 2 jednaka i 1 različit kut,
a kod raznostraničnog trokuta imamo tri različita kuta.
Zbroj sva tri unutarnja kuta u trokutu uvijek iznosi α + β + γ = 180°.
Zbroj sva tri vanjska kuta u trokutu uvijek iznosi α1 + β1 + γ1 = 360°. Prema pravilu zbroja kutova u trokutu vrijedi α1 = β + γ, β1 = α + γ, te γ1 = α + β.

### Stranice
U trokutu je zbroj duljina bilo kojih dviju stranica uvijek veći od duljine treće stranice:{\displaystyle {\begin{array}{lcl}a+b&\geq &c\\b+c&\geq &a\\c+a&\geq &b\end{array}}}U pravokutnom trokutu stranice uz pravi kut zovu se katete, a stranica nasuprot pravom kutu je hipotenuza. Za njihove duljine vrijedi Pitagorin poučak – zbroj kvadrata duljina kateta (a i b) jednak je kvadratu duljine hipotenuze (c):{\displaystyle a^{2}+b^{2}=c^{2}}I općenito, za duljine stranica svih trokuta vrijedi poučak o kosinusima, ovdje iskazan samo za kut nasuprot stranice c: {\displaystyle c^{2}=a^{2}+b^{2}-2\,a\,b\cos \gamma }

### Opseg
Opseg trokuta je zbroj duǉina svih njegovih stranica:
- za jednakostranični trokut opseg je 3a, gdje je a duljina stranice

- za jednakokračni trokut opseg je 2a + b, gdje je a duljina kraka, a b duǉina osnovice

- za raznostranični trokut opseg je a + b + c, gdje su a, b i c duǉine pojedinih stranica.

### Površina
Površina trokuta P računa se kao:
{\displaystyle P={\frac {1}{2}}av_{a}}
gdje je a duljina stranice, a va duljina visine nad tom stranicom.
Površinu možemo računati i po Heronovoj formuli (Heronov obrazac), uz uporabu kratice za poluopseg trokuta {\displaystyle s={\frac {1}{2}}(a+b+c)}:
{\displaystyle P={\sqrt {s\cdot (s-a)\cdot (s-b)\cdot (s-c)}}}
{\displaystyle P={\frac {1}{4}}{\sqrt {(a+b+c)(-a+b+c)(a-b+c)(a+b-c)}}}
{\displaystyle P={\frac {1}{4}}{\sqrt {(a^{2}+b^{2}+c^{2})^{2}-2(a^{4}+b^{4}+c^{4})}}}
{\displaystyle P={\frac {1}{4}}{\sqrt {4a^{2}b^{2}-(a^{2}+b^{2}-c^{2})^{2}}}.}
Za površinu trokuta vrijede i formule:
{\displaystyle P=s\cdot r}
{\displaystyle P={\frac {abc}{4R}}}
gdje je R duljina polumjera trokutu opisane kružnice, a r duljina polumjera trokutu upisane kružnice.

#### Površina pravokutnog trokuta
Površina pravokutnog trokuta se računa prema formuli:
{\displaystyle P={\frac {1}{2}}a\cdot b}
U ovoj formuli, a i b su katete pravokutnog trokuta, odnosno stranice trokuta koje zatvaraju pravi kut. Formula se izvodi iz činjenice da stranice pravokutnika s jednom dijagonalom pravokutnika čine pravokutan trokut, gdje su stranice pravokutnika katete pravokutnog trokuta, a dijagonala pravokutnika hipotenuza pravokutnog trokuta. Na taj način od jednog pravokutnika dobivamo dva sukladna pravokutna trokuta, pa je i površina dobivenog trokuta dva puta manja od površine pravokutnika, koja iznosi ab.

### Karakteristične točke i pravci trokuta
Dva neparalelna pravca sijeku se u jednoj točki. Kad promatramo tri pravca onda se svaka dva sijeku u po jednoj točki, a vrlo je rijetko će te tri točke biti zapravo jedna te ista. Ako promatramo 
tri pravca na kojima leže visine, ili tri težišnice, ili tri simetrale kuta, ili tri simetrale stranica trokuta, može se pokazati da svaka od te četiri trojke pravaca/dužina ima jedno sjecište svih
triju pravaca. Ta sjecišta su 4 osobite (karakteristične) točke trokuta. Ako je trokut istostraničan te se 4 točke i međusobno podudaraju, a inače se sve 4 međusobno razlikuju.
Težišnica trokuta spaja vrh s polovištem nasuprotne stranice. Tri težišnice sijeku se u točki koja se naziva težište trokuta. Težište trokuta dijeli svaku težišnicu u omjeru 2:1, mjereći od vrha trokuta. Težište trokuta u omjeru 2:1 dijeli i dužinu koja spaja ortocentar i središte trokutu opisane kružnice, mjereći od ortocentra.
Po teoremu o ortocentru, pravci na kojima leže tri visine trokuta sijeku se u jednoj točki (neki autori visinama zovu te pravce; kod tupokutnog trokuta ta točka nije na visinama shvaćenim kao dužinama nego na njihovim produžecima). Tu točku presjeka zovemo ortocentar. 
Postoji jedinstvena kružnica koja (iznutra) dira sve tri stranice trokuta, trokutu upisana kružnica. Središte trokutu upisane kružnice sjecište je simetrala unutarnjih kutova trokuta. Simetrale dvaju vanjskih kutova pri dvama vrhovima i simetrala unutarnjega kuta pri trećem vrhu trokuta sijeku se u središtu trokutu pripisane kružnice, tj. središtu kružnice koja izvana dira jednu stranicu trokuta i produljenja po pravcu drugih dviju stranica. Dakle trokutu su pripisane tri pripisane kružnice.
Postoji jedinstvena kružnica koja prolazi kroz sva tri vrha trokuta, trokutu opisana kružnica. Središte trokutu opisane kružnice je sjecište simetrala stranica trokuta. Ako je trokut šiljastokutan, to središte se nalazi unutar trokuta, ako je trokut pravokutan, na polovištu hipotenuze, a ako je trokut tupokutan, nalazi se izvan trokuta.
Eulerov pravac je pravac na kojemu leže tri središta trokuta: težište, središte opisane kružnice i ortocentar. Jednoznačno je određen za svaki trokut osim jednakostraničnoga. Središte trokutu upisane kružnice nikad ne leži na Eulerovom pravcu, osim ako je trokut jednakokračan ili jednakostraničan.
Feuerbachova kružnica (kružnica 9 točaka) prolazi kroz nožišta visina, polovišta stranica i polovišta dužina vrh-ortocentar.
Symmedijana je pravac osnosimetričan na težišnicu s obzirom na simetralu odgovarajućeg kuta. Sve tri symmedijane sijeku se u Lemoinovoj točki.
Simsonov pravac je pravac na kojem se nalaze nožišta okomica spuštenih na stranice trokuta (ili njihova produljenja) iz bilo koje točke trokutu opisane kružnice.

## Sukladnost
Dva su podskupa ravnine sukladna ako postoji izometrija koja bijektivno preslikava jedan podskup na drugi.
Karakterizacija (u nekim pristupima definicija) sukladnosti za slučaj dva trokuta je da su dva trokuta sukladna
ako su im jednake odgovarajuće stranice, {\displaystyle a=a',b=b',c=c'}, i istovremeno odgovarajući kutovi, {\displaystyle \alpha =\alpha ',\beta =\beta ',\gamma =\gamma '}. Osnovnom teorem o izometrijama ravnine govori da je svaka izometrija ravnine kompozicija najviše tri osne simetrije. Dakle, bilo koja dva sukladna trokuta se mogu preslikati jedan od drugog kompozicijom najviše tri osne simetrije. Alternativno, možemo jedan od vrhova premjestiti translacijom u vrh drugog trokuta koji mu po sukladnosti odgovara, namjestiti potom jednu od stranica iz tog vrha rotacijom oko tog drugog vrha i još jednom osnom simetrijom okrenuti trokut oko te stranice ako se trokut još uvijek razlikuje od traženog. Naime dva sukladna trokuta sa zajedničkom stranicom su ili isti skup točaka ili se jedan od drugog dobije osnom simetrijom u odnosu na tu stranicu.
Sukladnost dvaju trokuta se često dokazuje poučcima o sukladnosti trokuta:
- S-S-S (stranica-stranica-stranica) Dva su trokuta sukladna ako su za ta dva trokuta jednake sve tri stranice.
- K-S-K (kut-stranica-kut) Dva su trokuta sukladna ako im je jednaka jedna stranica i njoj priležeći kutovi.
- S-K-S (stranica-kut-stranica) Dva su trokuta sukladna ako su im jednake dvije stranice i kut između njih.
- S-S-K (stranica-stranica-kut) Dva su trokuta sukladna ako su im jednake dvije stranice i kut nasuprot većoj stranici.

## Sličnost
Dva ili više trokuta mogu biti slični. Slični trokuti imaju sva tri kuta jednaka. Posljedično, sve im se stranice odnose u istom omjeru:
{\displaystyle a_{1}:a'_{1}=a_{2}:a'_{2}=a_{3}:a'_{3}=k}
Površine im se odnose kao:
{\displaystyle P:P'=k^{2}}
Ako su dva trokuta slična, tada se iz jednoga translacijom, rotacijom, refleksijom i skaliranjem može dobiti drugi.

### Poučci o sličnosti trokuta
Sličnost se dokazuje poučcima o sličnosti:
- S-S-S, tj. stranica — stranica — stranica. Prema tom poučku, trokuti su slični ako im se sve odgovarajuće stranice odnose u istom omjeru.
- S-K-S, tj. stranica — kut — stranica. Prema tom poučku, trokuti su slični ako im se jedan par odgovarajućih stranica odnosi u istom omjeru, te im je kut između tih stranica jednak.
- K-K, tj. kut — kut. Prema tom poučku, trokuti su slični ako imaju jedan par jednakih kutova.